# Kaap Apostolos Andreas
De Kaap Apostolos Andreas (Grieks: Ακρωτήριο Αποστόλου Ανδρέα) vormt de noordoostelijke punt van het eiland Cyprus. In de oudheid werd deze landtong Kaap Dinaretum genoemd. Sinds de verovering van Cyprus door de Ottomanen is de naam van de kaap in het Turks Zafer Burnu (Kaap van de Overwinning). Kaap Apostolos Andreas ligt aan het einde van het langgerekte schiereiland Karpas.
Kaap Apostolos Andreas ligt op zo´n 109 kilometer afstand van de Syrische kuststad Latakia.
Direct bij Kaap Apostolos Andreas bevindt zich een ongeveer 10 meter hoog rotsmassief, waarop masten met de vlag van de Turkse Republiek Noord-Cyprus en Turkije zijn gepositioneerd. Voor de kaap liggen meerdere onbewoonde rotsachtige eilanden, de Klides-eilanden geheten.
Op circa 5 kilometer ten westen van de kaap ligt het Apostolos Andreasklooster, waarvan de naam verwijst naar de apostel Andreas. Volgens een legende zou de apostel op de reis van Klein-Azië naar Caesarea schipbreuk hebben geleden bij deze kaap. Vanaf het klooster leidt een niet-geasfalteerde weg naar Kaap Apostolos Andreas.